# Вестерніланд
Вестерніланд (нід. Westernieland) — село в нідерландській провінції Гронінген, на узбережжі Ватового моря. Входить до муніципалітету Гет-Гогеланд.
Його площа становить 0,88км², а населення станом на 2021 рік складало 230 осіб.
Перша згадка про населений пункт датується 1406 роком.

## Галерея

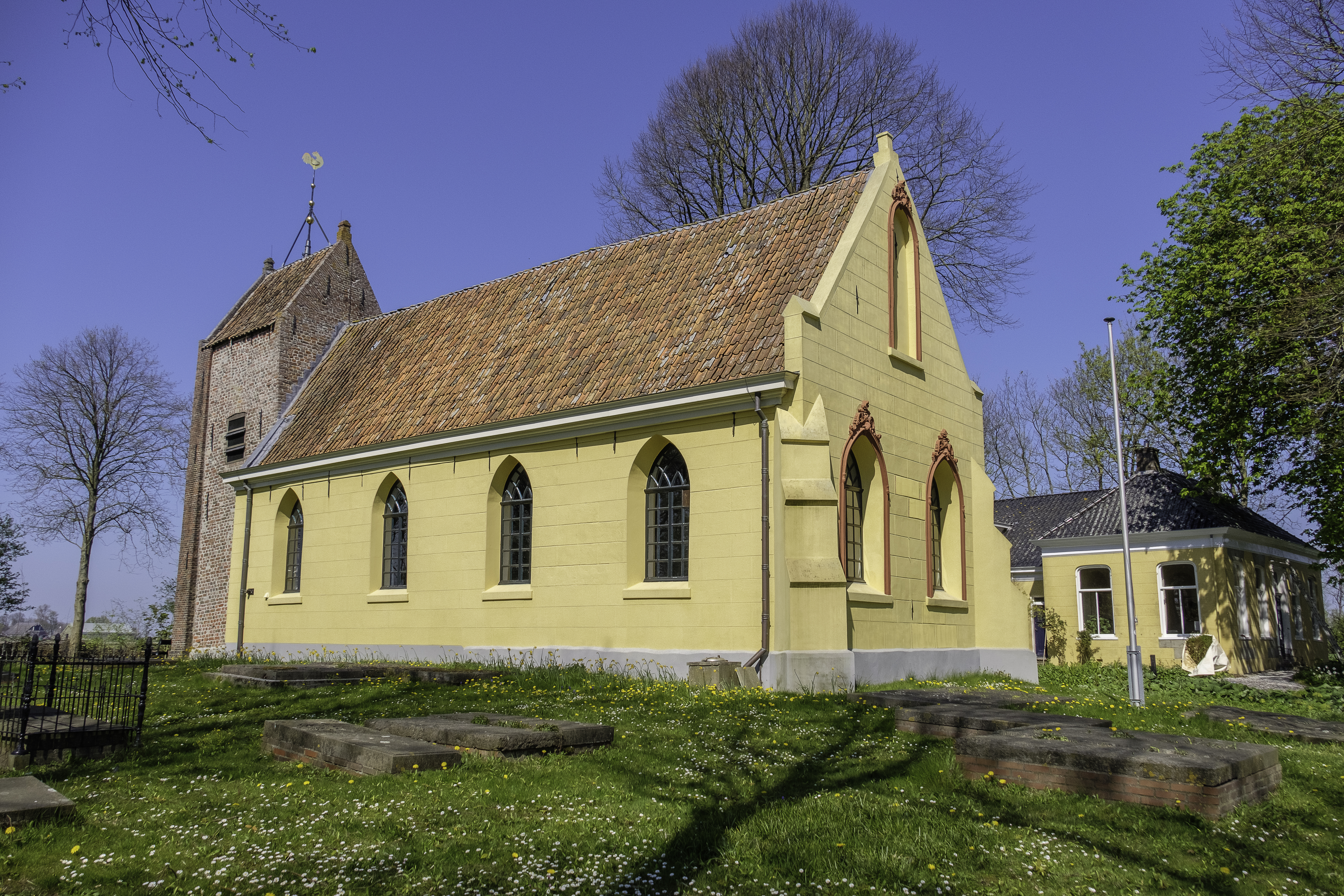
Церква у Вестерніланді
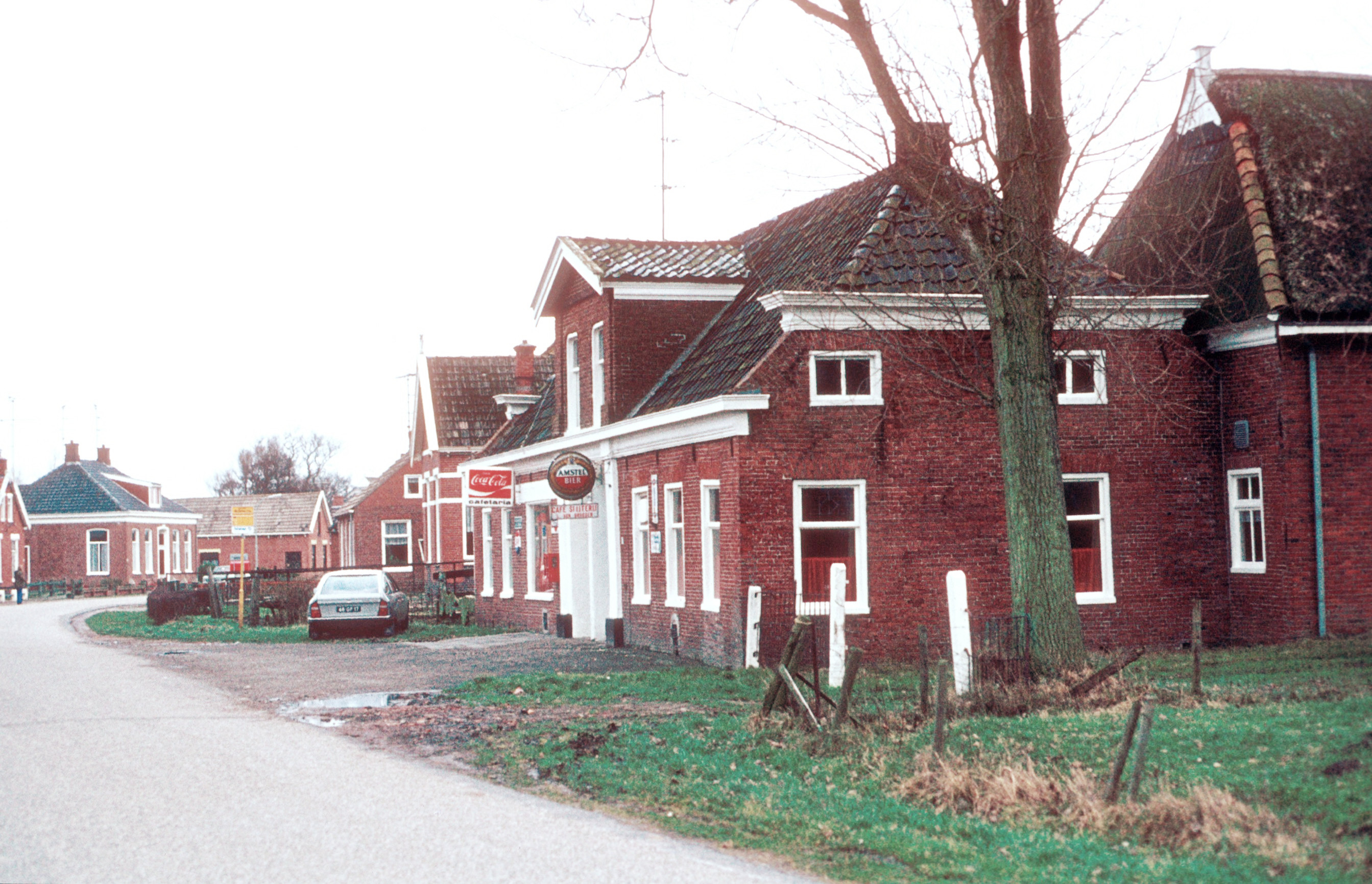
Бар у селі
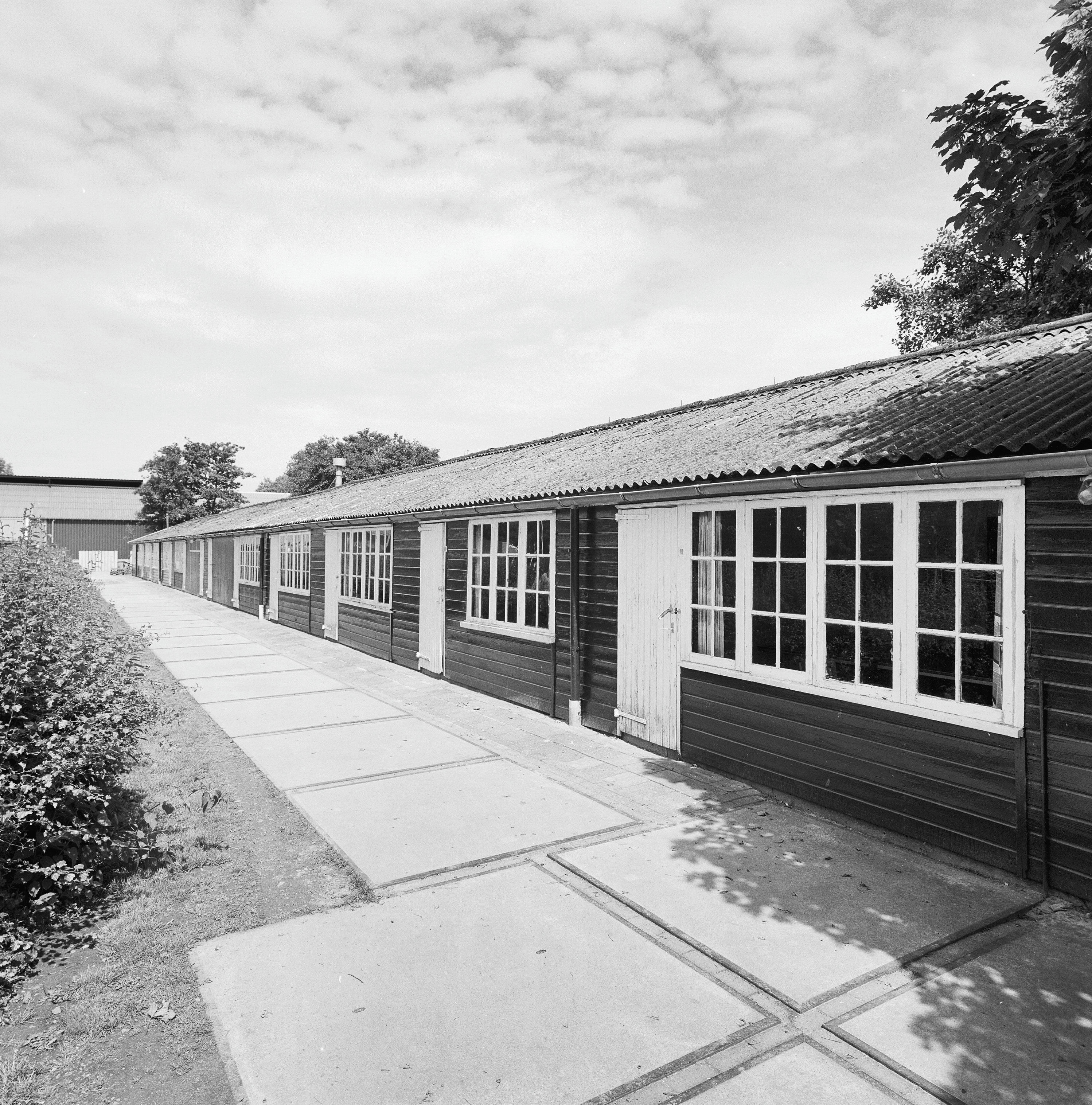
Табір для безробітних (1998)
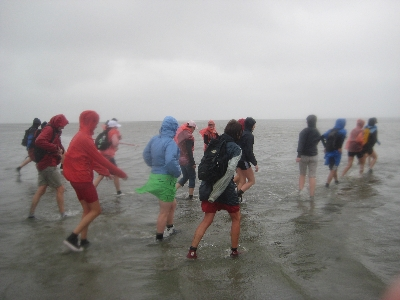